# Светли гробови
Светли гробови назив је родољубиве и мисаоне песме романтичарског песника Јована Јовановића Змаја и антологијско остварење српске поезије. Песма је написана поводом комератитивног скупа који су организовали београдски гимназисти  25. јануара 1879. у корист прикупљања новчаних прилога за породицу преминулог песника Ђуре Јакшића. Исте године је објављена у Змајевом сатиричном часопису Стармали. Жанровски се одређује као ода.  Написана је стиховима неједнаке дужине, са дељењем не по некој метричкој схеми него по реченичном смислу. Уз варирање мотива светлости у њој су изражени вера у прогрес, стваралачка повезаност међу генерацијама, неуништивост идеала, јединство живота и смрти, гроба и колевке. Нагласак је на повезаности свих људи у вечној тежњи човечанства према вишим циљевима.
Михаило Вукдраговић компоновао је на основу текста песме кантату за соло баритон и мешовити хор Светли гробови. Песма је део школског програма из српског језика и књижевности.